# Krajna (Csacsince)
Krajna falu Horvátországban Verőce-Drávamente megyében. Közigazgatásilag Csacsincéhez tartozik.

## Fekvése
Verőcétől légvonalban 44, közúton 55 km-re délkeletre, községközpontjától légvonalban 7, közúton 10 km-re délnyugatra Szlavónia középső részén, a Papuk-hegység északi részén, a Krajna-patak partján fekszik.

## Története
A település a 16.-17. században keletkezett Boszniából érkezett pravoszláv vlachok betelepítésével, akik a környező földeket művelték meg. A térség többi településével együtt 1684-ben szabadult fel a török uralom alól. A lakosság elmenekült. 1698-ban „pagus desertus Kraina” néven szerepel Szlavónia felszabadított településeinek összeírásában. A felszabadítás után előbb kamarai birtok volt, majd 1722-ben III. Károly király a környező falvakkal együtt gróf Cordua d' Alagon Gáspár császári tábornoknak adományozta. 1730-ban Pejácsevich Antal, Miklós és Márk vásárolták meg tőle, majd 1742-ben a raholcai uradalommal együtt a Mihalovics családnak adták el. Ezután a 19. század végéig a Mihalovicsoké volt.
Az első katonai felmérés térképén „Dorf Kraina” néven találjuk. Lipszky János 1808-ban Budán kiadott repertóriumában „Krajna” néven szerepel. Nagy Lajos 1829-ben kiadott művében „Krajna” néven 24 házzal, 132 katolikus vallású lakossal találjuk.
1857-ben 108, 1910-ben 240 lakosa volt. 1910-ben a népszámlálás adatai szerint lakosságának 75%-a szerb, 23%-a horvát anyanyelvű volt. Verőce vármegye Nekcsei járásának része volt. Az első világháború után 1918-ban az új szerb-horvát-szlovén állam, majd később (1929-ben) Jugoszlávia része lett. 1991-ben lakosságának 71%-a szerb, 16%-a jugoszláv, 8%-a horvát nemzetiségű volt. 2011-ben 15 lakosa volt.

## Lakossága
| Lakosság változása | Lakosság változása | Lakosság változása | Lakosság változása | Lakosság változása | Lakosság változása | Lakosság változása | Lakosság változása | Lakosság változása | Lakosság változása | Lakosság változása | Lakosság változása | Lakosság változása | Lakosság változása | Lakosság változása | Lakosság változása |
| ------------------ | ------------------ | ------------------ | ------------------ | ------------------ | ------------------ | ------------------ | ------------------ | ------------------ | ------------------ | ------------------ | ------------------ | ------------------ | ------------------ | ------------------ | ------------------ |
| 1857               | 1869               | 1880               | 1890               | 1900               | 1910               | 1921               | 1931               | 1948               | 1953               | 1961               | 1971               | 1981               | 1991               | 2001               | 2011               |
| 108                | 133                | 115                | 154                | 181                | 240                | 288                | 250                | 216                | 209                | 175                | 145                | 105                | 73                 | 31                 | 15                 |